# Je vous demande le droit de mourir
 (juillet 2011).
Si vous disposez d'ouvrages ou d'articles de référence ou si vous connaissez des sites web de qualité traitant du thème abordé ici, merci de compléter l'article en donnant les références utiles à sa vérifiabilité et en les liant à la section « Notes et références ».
Je vous demande le droit de mourir aux éditions Michel Lafon est le livre posthume de Vincent Humbert, écrit par Frédéric Veille et vendu à plus de 300 000 exemplaires. Il a été adapté à la télévision en 2007 par TF1 sous forme d'un téléfilm diffusé sous le titre Marie Humbert, le secret d'une mère.

## Résumé
Vincent Humbert est victime d'un accident de la route en septembre 2000. Il reste six mois dans le coma. L'accident le laisse tétraplégique, aveugle et muet, mais lucide et donc en mesure de ressentir souffrance et isolement.
"Monsieur Chirac, je vous demande le droit de mourir..."
La fin d'un supplice : c'est ce que Vincent souhaite, avec détermination et des arguments terribles... En attendant, veillé quotidiennement par une mère dont l'amour et le dévouement n'ont d'égale que sa propre douleur et assisté par un ami avec lequel il communique par signe, il lance dans ce livre un appel pathétique : que les condamnés de la vie puissent obtenir, s'ils le réclament, une libération dans la dignité.